# Edward Ogrodowicz
Edward Ogrodowicz (ur. 13 października 1929 w Sierpcu, zm. 16 sierpnia 2009 w Bydgoszczy) – generał brygady WP.

## Życiorys
Do 1939 skończył 3 klasy szkoły podstawowej w Sierpcu, podczas okupacji pracował na roli. W 1944 wywieziony na roboty przymusowe do Niemiec, zbiegł i ukrywał się do końca okupacji. W 1949 skończył gimnazjum w Sierpcu i 23 września 1949 na własną prośbę został wcielony do służby w ludowym Wojsku Polskim. W latach 1949–1951 był podchorążym Oficerskiej Szkoły Artylerii Przeciwlotniczej w Koszalinie, którą ukończył 29 sierpnia 1951 z oceną bardzo dobrą i został promowany do stopnia podporucznika w korpusie oficerów artylerii. Po promocji pozostał w szkole na stanowisku dowódcy stacji radarowej. W latach 1953–1958 studiował na Wydziale Przyrządów Artylerii Przeciwlotniczej w Akademii Artyleryjsko-Inżynieryjnej w Moskwie, po czym otrzymał dyplom magistra inżyniera uzbrojenia. W styczniu 1959 starszym pomocnikiem kierownika pracowni Radiowych Urządzeń Artyleryjskich Zakładu Radiolokacji Działu Naukowo-Badawczego Centralnego Badawczego Poligonu Artyleryjskiego (CBPA), a w grudniu 1960 kierownikiem Pracowni Aparatury Specjalnej Działu Naukowo-Badawczego CBPA.
Od października 1961 do kwietnia 1962 odbył szkolenie na Kursie Artyleryjsko-Technicznym przy Akademii Artyleryjsko-Inżynieryjnej w Moskwie. Od maja 1962 kierownik Cyklu Sprzętu Strzelecko-Moździerzowego i Amunicji w Oficerskiej Szkole Uzbrojenia w Olsztynie, od grudnia 1962 kierownik Cyklu Specjalnego tej szkoły. Od października 1964 do lutego 1965 przechodził kolejny Kurs Przeszkolenia Oficerów Wojsk Rakietowych w ZSRR. Od lipca 1967 zastępca komendanta Oficerskiej Szkoły Uzbrojenia ds. szkolenia – szef wydziału szkolenia, a po reorganizacji szkoły od kwietnia 1970 zastępca komendanta Centralnego Ośrodka Szkolenia Służb Uzbrojenia i Elektroniki
do spraw szkolenia – szef wydziału szkolenia. Od lutego 1972 szef Służby Uzbrojenia i Elektroniki Pomorskiego Okręgu Wojskowego w Bydgoszczy. W 1974 odbył Kurs Przeszkolenia Oficerów szczebla operacyjnego Akademii Sztabu Generalnego WP. Od maja 1977 szef Służb Technicznych – zastępca dowódcy Pomorskiego Okręgu Wojskowego. Na mocy uchwały Rady Państwa z 4 października 1979 mianowany generałem brygady; nominację wręczył mu 11 października 1979 w Belwederze przewodniczący Rady Państwa PRL prof. Henryk Jabłoński w obecności I sekretarza Komitetu Centralnego PZPR Edwarda Gierka i ministra obrony narodowej gen. armii Wojciecha Jaruzelskiego. W 1980 ukończył Kurs Operacyjno-Strategiczny w Wojskowej Akademii Sztabu Generalnego Sił Zbrojnych ZSRR im. Klimenta J. Woroszyłowa w Moskwie. Od maja 1982 do sierpnia 1991 szef Służby Uzbrojenia i Elektroniki MON. W stan spoczynku przeszedł na własną prośbę 2 sierpnia 1991.
Autor publikacji fachowych i projektów z dziedziny uzbrojenia. Nadzorował doskonalenie systemu informatycznego zaopatrywania sił zbrojnych w rakiety i amunicję „MORION”. Działał w Naczelnej Organizacji Technicznej jako kierownik podkomisji do spraw przemysłu obronnego oraz w Stowarzyszeniu Inżynierów i Techników Mechaników Polskich jako przewodniczący Zarządu Sekcji Techniki i Uzbrojenia.

## Awanse
- podporucznik – 1951
- porucznik – 1953
- kapitan – 1956
- major – 1961
- podpułkownik – 1966
- pułkownik – 1970
- generał brygady – 1979

## Odznaczenia
- Krzyż Komandorski Orderu Odrodzenia Polski (1981)
- Krzyż Kawalerski Orderu Odrodzenia Polski (1969)
- Złoty Krzyż Zasługi (1964)
- Medal 40-lecia Polski Ludowej
- Złoty Medal „Siły Zbrojne w Służbie Ojczyzny” (1971)
- Złoty Medal „Za zasługi dla obronności kraju” (1976)
- Srebrna Odznaka „Za Zasługi dla Obrony Cywilnej” (1983)
- Medal „Za Umacnianie Braterstwa Broni” (ZSRR) (1981)
- Medal 70 Lat Sił Zbrojnych ZSRR (1988)
- Medal za umacnianie braterstwa broni I stopnia (Czechosłowacja) (1985)
- Medal 30-lecia Rewolucyjnych Sił Zbrojnych Kuby (Kuba) (1987)

I inne.

## Życie prywatne
Syn Jana i Marii z Chojnackich. Był żonaty, miał syna.